# Christine Brinck
Christine Brinck (* 1943 in Schwerin) ist eine deutsche Journalistin, Autorin und Übersetzerin.

## Leben und Wirken
Brinck wuchs in der DDR auf. Nach der Flucht ihrer Familie studierte sie Anglistik und Linguistik an der Universität Hamburg. Dort promovierte sie 1976 über die englische Open University. Anschließend ging sie in die Vereinigten Staaten zur Postdoc-Forschung über das amerikanische Hochschulwesen.
Sie war als Gutachterin tätig im Bereich der vergleichenden Hochschulforschung. Ihre journalistische Mitarbeit bei Die Zeit, Süddeutscher Zeitung, Die Welt, FAZ, Tagesspiegel galt überwiegend dem Bereich Bildung und Gesellschaft.
Von 1998 bis 2010 war Brinck Jurymitglied beim Transatlantischen Ideenwettbewerb USable der Körber-Stiftung. Sie war Mitglied im Kuratorium der START Stiftung und im Beirat des Ernst Ludwig Ehrlich Studienwerks. Sie ist Autorin und Herausgeberin verschiedener Bücher bei Rowohlt, Herder und dem Berlin Verlag.
Brinck ist mit dem früheren „Die Zeit“-Herausgeber Josef Joffe verheiratet und hat zwei Töchter.

## Bücher
- Lernverträge in USA. Fernuniversität, Hagen 1983
- Adopt an Idea! Gute Ideen aus den USA. edition Körber-Stiftung, 2003 (2. Auflage), ISBN 978-3896840325.
- Das Beste von allem: Buch der Listen. Rowohlt Taschenbuch Verlag, Reinbek 2005, ISBN 3499619008.
- Mütterkriege. Werden unsere Kinder verstaatlicht? Herder, Freiburg im Breisgau 2007, ISBN 978-3-451-03005-5.
- Eine Kindheit in vormaurischer Zeit. Berlin Verlag, Berlin 2010, ISBN 978-3827009265.

## Übersetzungen
- Art Spiegelman: Maus – Die Geschichte eines Überlebenden. Übersetzung Christine Brinck, Josef Joffe. Rowohlt, Reinbek
  - Bd. 1. Mein Vater kotzt Geschichte aus, 1989; ISBN 3-498-06233-6. 5. Aufl. 2005 ISBN 3-499-22461-5
  - Bd. 2. Und hier begann mein Unglück, 1992; ISBN 3-498-06260-3. 4. Aufl. 2005 ISBN 3-499-22462-3